# 平井由美
平井 由美（ひらい ゆみ、1973年6月27日 - ）は、日本の元AV女優。

## 略歴・人物
- 1993年にデビュー。
- 「恋人もぬれる年頃」のケース裏面のプロフィールでは、B:84・W:58・H:85としている[2]。
- 趣味:テニス。ショッピング[2]。
- 「渋谷108」等に在籍していた。

## 出演作品

### アダルトビデオ
1993年
- ヴァージン伝説（9月12日、宇宙企画）※デビュー作
- 恋人もぬれる年頃（9月24日、ビップ）
- 天使のKISS（10月21日、新東宝/ルナ）
- 麗しのラブラブモーション ショーツの下の淫力（10月29日、ビップ）
- 突く突く天使（11月14日、バズーカ）
- 挑発ボディコン 天使の乱れ腰（11月20日、ステラ）
- 制服スパイナー6 スーパーボンデージスペシャル（12月11日、新東宝/ソドム）
- スチュワーデスは女王様（12月13日、桜桃書房）
- たまにはしゃぶりつきたい 14（12月25日、ステラ）

1994年
- 君が欲しい！（1月1日、テー・ピー・エス）※「天使のKISS」を再編集したもの
- 幼な妻 由美のおねだりFUCK（1月14日、ビップ）
- スーパーランジェリー 30 平井由美・秋元実花・他（2月10日、英知出版）※イメージビデオ
- テクニシャン（2月11日、エッチアールシー/シェール）
- ペニー＆スーの大冒険（2月26日、ステラ）共演:泉京子
- 喉まで突き刺して（2月28日、ビップ）
- 口内写性 22（3月21日、アリーナ）
- 瓶の中の女（4月8日、サマンサ）
- Tバックだらけの水泳大会 3（4月29日、新東宝）全9名
- ボンデージdool（5月19日、オー・ケイ出版社）
- OL残業時間に犯されて（5月25日、フリービジョン）
- 半ケツ女子校生（7月17日、アルテック）
- 女子校生レズレイプ 平井由美・金井彰子・石原ゆり（7月23日、笠倉出版社）
- 聖純女学院 3 	平井由美・武田りつ子・森田久恵（7月25日、シネマサプライ）全3名
- Tバックだらけでまるごと50人！！～超過激ドスケベゲーム大全集～（9月24日、新東宝）全50名
- バッドフィーリング 平井由美・桜木ルイ（ナンバーワン・コーポレーション NOV-02）
- 鮮烈実写 2 平井由美（タックル）
- 制服・桃色の秘密（GaLeon）
- ザ・ベスト・オブ発射スペシャル 15（アリーナ CS-495）全9名

1995年
- おしゃぶりゴックン21 （2月11日、オー・ケイ出版社）全21名
- 泣き上手ボディコン娘（6月、東京三世社）
- 情報ネットワーク 風俗王 AV女優とできる店（10月25日、ハートワークプロモーション）全4名
- 緊縛忍法帖 3 制服忍者（11月17日、シネマジック）
- 誘惑の女医＆ナース 上原智加・平井由美（11月30日、アイビック）
- 肉欲遊戯 平井由美・木元香（12月14日、アートビデオ）
- 絶淫証明（ヒクソンG）

1996年
- アダルトビデオ100連発！！ シネマジック編（1月1日、シネマジック）多数出演
- 実録風俗嬢ドキュメント ザ・性春 「性」に生きる女たち 栗原早記・平井由美・他（1月19日、アリスJAPAN）全3名
- 派遣秘書 2 昼下がりの誘惑（5月17日、シーツーコーポレーション）全4名
- クライマックスダイジェスト '96淫らな堕天使たち（11月12日、アートビデオ）全11名

1998年
- 口内写性スペシャル 永久保存版 11人のザーメン大好きブルセラ娘達（10月25日、アリーナ・エンターテインメント）全11名
- フェロモンボディのお姉さん（10月30日、キュー・プランニング）全名

2000年
- * コスプレDX 制服の女神たち（9月27日、シャイ企画）全8名

2001年
- A級保存版 コスプレDX 制服の女神たち（6月29日、シャイ企画 FEDV-061）全8名

2003年
- 有名AV女優たちの発情ラブジュース・スペシャル（1月21日、アリウス）全18名
- ノーカット4時間！！ Tバック水泳大会（8月22日、アリスJAPAN）多数出演

2004年
- LEGEND GIRLS 3（11月5日、エッチアールシー）全5名

2005年
- 聖純女学院スペシャル（11月21日、アリーナ・エンターテインメント）全9名

2006年
- 色情下宿妻 締め具合（9月20日、アリスJAPAN）※映画「本番下半身」のビデオ版

2015年
- Legend special vol.95 平井由美（9月18日、エー・エス・ジェイ）※「天使のKISS」「制服スパイナー6」を収録

2021年
- 人妻調教マゾ倶楽部 瀬名さくら・平井由美・木本香（10月12日、アートビデオSM）全3名

発売年不明
- Wai Wai くらぶ Special 第3号 平井由美・君矢摩子・他（リイド社）VHS
- 映像世紀末 10（チャンピオン CHA-10）VHS
- 若妻淫熱 ゴックン淫乱妻の発情Fuck！！（ワコード・プランニング DSK-005）VHS ※ビデオ安売王
- レズビアン日記 平井由美・木元香（ワコード・プランニング DSK-023）VHS ※ビデオ安売王

### 映画
- 本番下半身（1994年1月28日、配給:Xces Film）監督:池島ゆたか ※改題:色情下宿妻 締め具合（2006年制作)

### ゲーム
- THE・野球拳 パート22（NEWジャトレ） 共演:秋元実花、森田久恵、君矢摩子 ※アーケードゲーム
- THE野球拳 お嬢様編（NEWジャトレ） 共演:秋元実花、森田久恵、君矢摩子

パート22のパソコン版ソフト

## 出版

### 写真集
- 幼な妻 桃色の唇（1994年5月25日、マドンナ社）撮影:室岡浩一 ISBN 9784576940793

### 雑誌
- WEEKLY プレイボーイ 1993年9月14日号（集英社）
- URECCO 1993年9月号、1994年4月号（ミリオン出版）
- ザ・ベストヌードセレクション THE SPARK GIRLS（1993年10月30日、KKベストセラーズ）
- アクションカメラ 1993年10月号（ワニマガジン社）
- オールカラービデオ情報 話のチャンネル1993年12月17日増刊号（日本文芸社）
- ベストビデオ 1994年2月号（袋とじ特大ピンナップポスター）（三和出版）
- BIG4 VOL.10 競写!清水清太郎+小沢忠恭+野村誠一（1994年3月14日、竹書房）
- 宝島 1994年3月24日号（宝島社）
- おとこの遊び専科 1994年3月号（等身大ヘアヌードピンナップ）（青人社）
- Beppin 1994年3月号（英知出版）
- オレンジ通信 1994年4月号（表紙）、9月号（東京三世社）
- ビデオボーイ 1994年7月号（英知出版）
- Super Shot 完全保存版（1995年4月15日、英知出版）
- Rensha Nude（1995年11月20日、竹書房）撮影:野村誠一